# CONCACAF Women's Championship 1994
La CONCACAF Women's Championship 1994 è stata la terza edizione del massimo campionato nordamericano di calcio femminile, noto anche come CONCACAF Women's Gold Cup o CONCACAF Women's World Cup Qualifying Tournament, torneo internazionale a cadenza quadriennale organizzato dalla Confederation of North, Central America and Caribbean Association Football (CONCACAF) e destinato a rappresentative femminili dell'America del Nord, America centrale e regione caraibica. Il torneo, che nella sua fase finale ha visto confrontarsi cinque nazionali, si è disputato a Montréal in Canada dal 13 al 21 agosto 1994.
Il torneo fungeva anche da qualificazione al campionato mondiale di Svezia 1995 con le prime due classificate che si qualificavano.
Gli Stati Uniti hanno vinto il torneo per la terza volta consecutiva concludendo il girone finale al primo posto davanti a Canada, Messico, Trinidad e Tobago e Giamaica.

## Stadio del torneo
| Montréal | Montréal                          |
| -------- | --------------------------------- |
| Montréal | Complexe sportif Claude-Robillard |
| Montréal | Capacità: 6 500                   |
| Montréal |                                   |

## Girone finale

### Classifica
| Pos. | Squadra           | Pt | G | V | N | P | GF | GS | DR  |
| ---- | ----------------- | -- | - | - | - | - | -- | -- | --- |
| 1.   | Stati Uniti       | 12 | 4 | 4 | 0 | 0 | 36 | 1  | +35 |
| 2.   | Canada            | 9  | 4 | 3 | 0 | 1 | 18 | 6  | +12 |
| 3.   | Messico           | 4  | 4 | 1 | 1 | 2 | 6  | 19 | -13 |
| 4.   | Trinidad e Tobago | 4  | 4 | 1 | 1 | 2 | 6  | 20 | -14 |
| 5.   | Giamaica          | 0  | 4 | 0 | 0 | 4 | 2  | 22 | -20 |

### Risultati
| Montréal 13 agosto 1994                                                                      | Canada    | 7 – 0 referto | Giamaica | Complexe sportif Claude-Robillard (1.821 spett.) |
| \| \| \| \| \| Hooper 2’, 67’, 78’ Burtini 26’, 28’ Donnelly 65’ Neil 87’ \| Marcatori \| \| |           |               |          |                                                  |
|                                                                                              |           |               |          |                                                  |
| Hooper 2’, 67’, 78’ Burtini 26’, 28’ Donnelly 65’ Neil 87’                                   | Marcatori |               |          |                                                  |

| Montréal 13 agosto 1994                                                                                          | Stati Uniti | 9 – 0 referto | Messico | Complexe sportif Claude-Robillard (1.821 spett.) |
| \| \| \| \| \| Lilly ?’, ?’ Venturini ?’ Lalor ?’ Roberts ?’ Jennings ?’ Hamm ?’ Akers ?’, ?’ \| Marcatori \| \| |             |               |         |                                                  |
| |             |               |         |                                                  |
| Lilly ?’, ?’ Venturini ?’ Lalor ?’ Roberts ?’ Jennings ?’ Hamm ?’ Akers ?’, ?’                                   | Marcatori   |               |         |                                                  |

| Montréal 15 agosto 1994 | Trinidad e Tobago | 2 – 1 | Giamaica | Complexe sportif Claude-Robillard (? spett.) |

| Montréal 15 agosto 1994                                                      | Canada    | 6 – 0 referto | Messico | Complexe sportif Claude-Robillard (1.256 spett.) |
| \| \| \| \| \| Burtini 19’, 27’, 44’, 60’, 75’ Hooper 33’ \| Marcatori \| \| |           |               |         |                                                  |
|                                                                              |           |               |         |                                                  |
| Burtini 19’, 27’, 44’, 60’, 75’ Hooper 33’                                   | Marcatori |               |         |                                                  |

| Montréal 17 agosto 1994 | Messico | 3 – 1 | Giamaica | Complexe sportif Claude-Robillard (? spett.) |

| Montréal 17 agosto 1994 | Stati Uniti | 11 – 1 referto | Trinidad e Tobago | Complexe sportif Claude-Robillard (1.900 spett.) |
| \| \| \| \| \| Hamm 4’, ?’, ?’, ?’ Cromwell ?’ Venturini ?’, ?’ Lilly ?’ Jennings ?’, ?’ Akers ?’ \| Marcatori \| ?’ DeSilva \| |             |                |                   |                                                  |
| |             |                |                   |                                                  |
| Hamm 4’, ?’, ?’, ?’ Cromwell ?’ Venturini ?’, ?’ Lilly ?’ Jennings ?’, ?’ Akers ?’                                              | Marcatori   | ?’ DeSilva     |                   |                                                  |

| Montréal 19 agosto 1994 | Stati Uniti | 10 – 0 referto | Giamaica | Complexe sportif Claude-Robillard (1.087 spett.) |
| \| \| \| \| \| Overbeck ?’, ?’ Roberts ?’ Lilly ?’, ?’ Jennings ?’ Rafanelli ?’ Akers ?’, ?’ Milbrett ?’ \| Marcatori \| \| |             |                |          |                                                  |
| |             |                |          |                                                  |
| Overbeck ?’, ?’ Roberts ?’ Lilly ?’, ?’ Jennings ?’ Rafanelli ?’ Akers ?’, ?’ Milbrett ?’                                   | Marcatori   |                |          |                                                  |

| Montréal 19 agosto 1994                                                         | Canada    | 5 – 0 referto | Trinidad e Tobago | Complexe sportif Claude-Robillard (1.355 spett.) |
| \| \| \| \| \| Ring 41’ Burtini 70’ Neil 75’ Hooper 77’, 90’ \| Marcatori \| \| |           |               |                   |                                                  |
|                                                                                 |           |               |                   |                                                  |
| Ring 41’ Burtini 70’ Neil 75’ Hooper 77’, 90’                                   | Marcatori |               |                   |                                                  |

| Montréal 21 agosto 1994 | Messico | 3 – 3 | Trinidad e Tobago | Complexe sportif Claude-Robillard (? spett.) |

| Montréal 21 agosto 1994                                                                                 | Canada    | 0 – 6 referto                                                         | Stati Uniti | Complexe sportif Claude-Robillard (2.610 spett.) |
| \| \| \| \| \| \| Marcatori \| 17’ Hamm 55’ (aut.) Neil 56’ Roberts 80’ Jennings 87’ Foudy 89’ Akers \| |           |                                                                       |             |                                                  |
| |           |                                                                       |             |                                                  |
| | Marcatori | 17’ Hamm 55’ (aut.) Neil 56’ Roberts 80’ Jennings 87’ Foudy 89’ Akers |             |                                                  |

## Statistiche

### Classifica marcatrici
Classifica incompleta
8 reti
- Silvana Burtini

6 reti
- Charmaine Hooper

5 reti
- Michelle Akers

4 reti
- Mia Hamm

3 reti
- Carin Jennings

- Kristine Lilly

- Tisha Venturini

2 reti
- Andrea Neil

- Tiffany Roberts

1 rete
- Geri Donnelly
- Michelle Ring
- Amanda Cromwell

- Julie Foudy
- Jennifer Lalor
- Tiffeny Milbrett

- Sarah Rafanelli
- Delia DeSilva

autoreti
- Andrea Neil (pro Stati Uniti)